# Greene County, Pennsylvania
Greene County är ett administrativt område i delstaten Pennsylvania i USA, med 38 686 invånare. Den administrativa huvudorten (county seat) är Waynesburg. 

## Politik
Greene County var tidigare ett starkt fäste för demokraterna, men har under 2000-talet alltmer tenderat att rösta på republikanerna i politiska val.
Demokraternas kandidat vann rösterna i countyt i samtliga presidentval mellan valen 1888 och 2000 utom vid två tillfällen: valen 1928 och 1972. I valet 2016 vann republikanernas kandidat Donald Trump med 68,4 procent av rösterna mot 28,3 för demokraternas kandidat (ca 40 procents marginal), vilket är den största segermarginalen i countyt för en kandidat sedan valet 1964 och den största segern i countyt för en republikansk kandidat genom alla tider.

## Geografi
Enligt United States Census Bureau har countyt en total area på 1 497 km². 1 492 km² av den arean är land och 5 km² är vatten.

### Angränsande countyn
- Washington County - nord
- Fayette County - öst
- Monongalia County, West Virginia - syd
- Wetzel County, West Virginia - sydväst
- Marshall County, West Virginia - väst